# Carrer de Sant Antoni (Gelida)
El Carrer de Sant Antoni és una via pública modernista de Gelida (Alt Penedès) protegida com a Bé Cultural d'Interès Local.

## Descripció
El carrer de Sant Antoni està situat a un extrem del poble. Té edificacions a ambdós costats, generalment cases entre mitgeres en el seu origen de planta baixa i amb coberta de teula àrab. En conjunt, el carrer respon a les característiques tipològiques de l'arquitectura modernista, tot i que es combinen amb elements eclèctics o noucentistes. El llenguatge és popular.

## Història
El projecte de traçat del carrer de Sant Antoni va ser realitzat el 1900 per l'arquitecte Ezequiel Porcel i Alabau. Aquest projecte es conserva a l'arxiu de l'Ajuntament de Gelida. Correspon a la zona d'eixample.